# Pudín de estanque de Sussex
El pudín de estanque de Sussex, o pudín de pozo, es un pudín inglés tradicional del tradicional condado sureño de Sussex. Está hecho de una masa de sebo, relleno de mantequilla y azúcar, y se hierve o se cuece al vapor durante varias horas. Las versiones modernas de la receta a menudo incluyen un limón entero en la masa. El plato se registró por primera vez en el libro de 1672 de Hannah Woolley, The Queen-Like Closet .
Ha pasado de moda a lo largo de los años, quizás debido a la conciencia de la dieta, aunque el chef británico Heston Blumenthal lo ha servido como parte de su campaña para revivir las comidas británicas históricas.
Se conoce una variante que incluye grosellas tanto de Sussex como de Kent. En Sussex, esto se llamaba anteriormente "Blackeyed Susan". La versión de Kent se conoce como "Budín de pozo de Kent", una receta incluida en el libro de cocina pionero del siglo XIX de Eliza Acton Cocina moderna para familias privadas . "Pudín Well" también se dijo que había sido el nombre más familiar para el plato en Sussex Oriental.

## Preparación
Mientras se cocina, los ingredientes del relleno crean una sala espesa y caramelizada, que al servir y cortar el pudín, se escurre y se acumula alrededor del plato, creando un “estanque”. Después de tanto tiempo de cocción, la piel del limón, si se incluye, casi caramelos como una mermelada en su propio jugo y el de la mantequilla y el azúcar.
Al igual que otros pudines de sebo, las recetas tradicionales requieren sebo de res para hacer la masa, pero se puede sustituir la manteca vegetal, o incluso la mantequilla fría, para obtener resultados similares.
Los mejores limones para usar en este pudín son los jugosos y de piel fina que no han sido encerados.[cita requerida]

## Historia

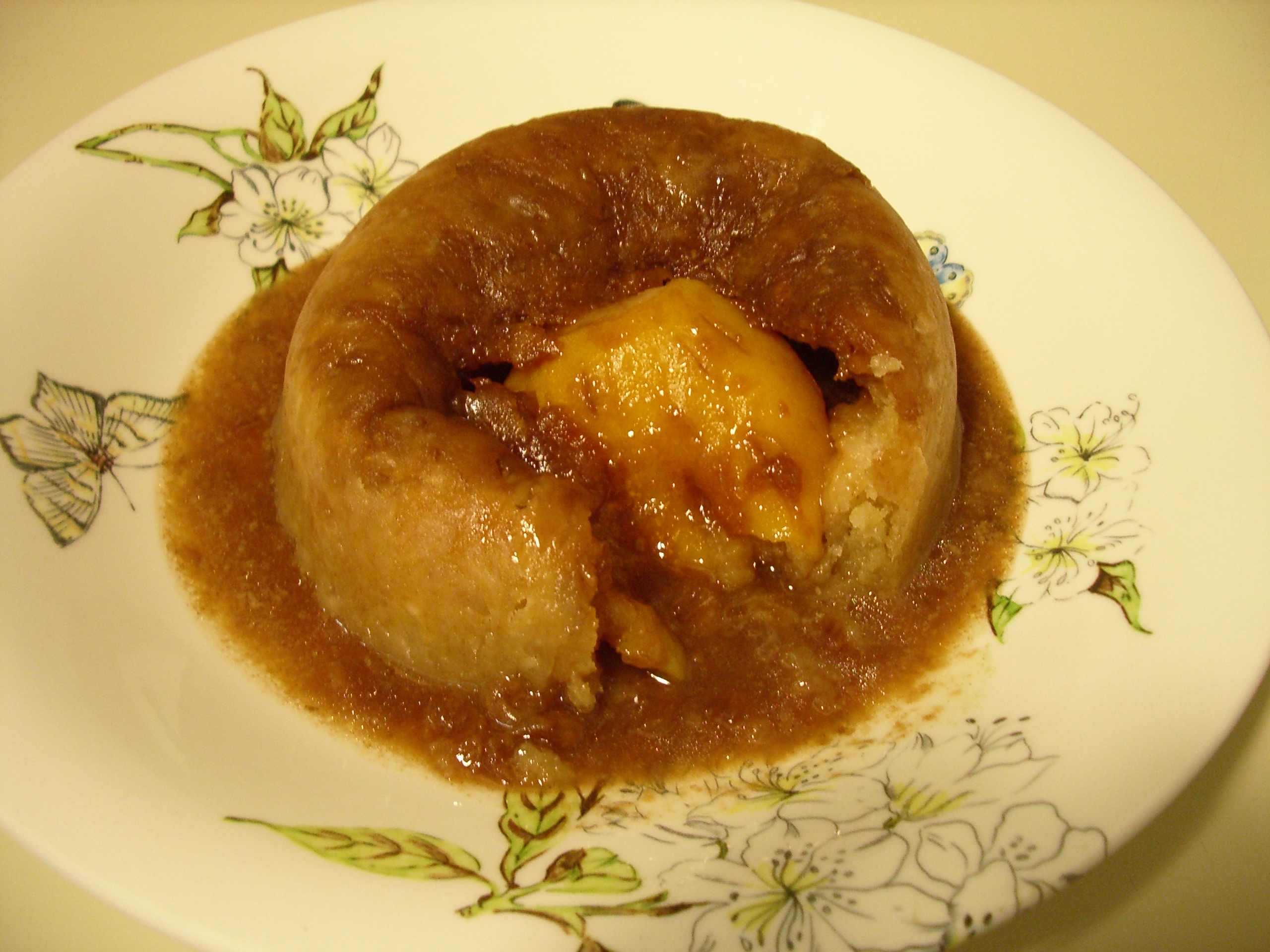
Pudín de estanque de Sussex en rodajas

La primera receta registrada para el pudín del estanque de Sussex es (como "un pudín de Sussex") en The Queen-Like Closet (1672) de Hannah Woolley. La receta presenta un pastel enriquecido con huevo envuelto alrededor de un "gran trozo de mantequilla". Woolley sugiere agregar azúcar y agua de rosas solo después de cocinar y cortar el pudín, y aderezar con agracejo. 
El comerciante y cronista de Sussex del siglo XVIII, Thomas Turner, describió el plato como "pudín de estanque de mantequilla", quejándose de la cantidad de mantequilla que contenía. También mencionó comer pudín de estanque con pasas de Corinto. Parece que en esta etapa de su historia, el pudín no se preparó con limón: al igual que con la receta dada por Woolley, los libros de cocina y recetas más antiguos en realidad no requieren el uso de limón en absoluto. Una receta encontrada por Florence White, e incluida en su libro de 1932 Good Things in England, se basó en una que le proporcionó H.J. Glover y se dice que fue hecha "hervida en un paño (de la manera correcta) en 1905 por una vieja mujer de cabaña en el pueblo de Westham":

Hacer una buena costra de sebo, poner unas pasas y un poco de azúcar.
Dividir en dos y enrollar cada pieza en una ronda bastante gruesa.
Ponga en el medio de una ronda una bola de mantequilla mezclada con azúcar, usando las proporciones de 1/2 libra de mantequilla por 1/4 libra de azúcar demerara.
Reúna los bordes de la corteza y encierre la bola de mantequilla de manera segura cubriendo la unión con la segunda corteza redonda y pellizcándola.
Poner en un paño enharinado, atar con fuerza y hervir 3 horas o más según el tamaño.
Florence White

En un escrito de 1939, el periodista y biógrafo Reginald Pound describió al "pudín de estanque nativo de Sussex" como "hecho de corteza, azúcar morena y mantequilla", sin mencionar los limones. La primera versión registrada con un limón entero se publicó en English Food de Jane Grigson (1974). Grigson dijo que el amargor del limón mejoró el plato, afirmando que "no vale la pena preocuparse por las versiones de este pudín sin el limón".
En su A History of English Food, Clarissa Dickson Wright describe que el pudín requiere "un estilo considerable para hacer", ya que el cocinero necesita raspar el limón "para que sus sabores estallen mientras se cocina".